# Drac
El drac o dragó (del llatí: draco, ‘serpent fabulosa’, i aquest del grec antic: δρακον, ‘monstre fabulós') és un animal mitològic que apareix en diverses formes en bastants cultures de tot el món, amb diferents simbolismes associats. És especialment molt conegut arreu d'Europa i Àsia. En la mitologia catalana té uns trets especials. Present a la corona del rei Jaume I, el drac és també un dels principals símbols heràldics de Catalunya i del País Valencià.

## Generalitats
Els bestiaris defineixen el drac com una enorme serp, el més gran de tots els éssers vivents, amb ulls flamejants, banyes, potes amb urpes de lleó, ales i un cos sovint més d’ocell que de rèptil, cobert d’escames per protegir-se, i una cua llarga, on tenia la força, i llença un alè de foc, capaç de rostir qualsevol cosa. Els dracs catalans, a més, són capaços d'emetre un fètid alè capaç de podrir-ho tot amb la ferum que fa.
Un drac és bàsicament com amb dues potes o cap —rarament quatre— i a vegades amb un parell d'ales. El seu rostre, així com altres parts del cos, sol estar més relacionat amb tercers animals, com lleons o bous.
Normalment són salvatges i despietats. Maten els ramats i els seus amos. Custodien grans tresors en solitari i estan dotats d'una gran saviesa. Els defensen durant temps llarguíssims a causa de la seva llarga vida i de la capacitat de mirar a través de les parpelles, fins i tot quan dormen. Un dels motius pels quals són tan grans defensors de tresors, és la seva afició per dormir sobre or i tresors. Els dracs trien coves grans per viure, que els permeten guardar els grans tresors que tant desitgen.
Dos sants hi van lluitar, Sant Miquel i Sant Jordi. A cada civilització la figura del drac té un paper important com a déu, guardià, i en alguns casos com a dimoni, però tots aquests sentits mitològics estan d'acord que es tracta d'un ésser poderós i respectable, en algunes civilitzacions és reconegut també per posseir gran saviesa. Els dracs sovint passen per tenir un significat espiritual major en algunes religions i cultures del món.
El fet que tant cultures occidentals com orientals hagi imaginat rèptils gegants i alats es pot atribuir al contacte amb gavials, cocodrils i caimans; la troballa de fòssils de dinosaures barrejats amb altres d'animals voladors com pterosaures i a l'associació de llangardaixos i rèptils amb la sexualitat masculina.

## En diverses cultures
El tret comú de tots els dracs és com tota mena de característiques d'animals de terra, mar i aire, es fusionen d'una forma tan harmoniosa, que sempre resulta ésser la criatura més bella i imposant que s'hagi vist, i que representa el més perfecte equilibri entre bellesa i lletgesa. Un animal diví i l'únic digne d'ésser l'emblema i guardià del poder de la naturalesa.

Drac de la bandera de Gal·les

El simbolisme al voltant del drac és essencialment el de la lluita. La lluita entre el drac i un heroi o un déu té, tanmateix, distints significats. En aquestes mítiques pugnes el drac assumeix dos papers, el de devorador i el de guardià que tenen finalment una única arrel: el d'un ésser còsmic en espera, l'acció del qual implica la mort -o el naixement- d'un ordre universal. Assumeix sovint el paper de guardià del tresor que un déu o heroi ha d'aconseguir.
Així, en un principi foren els devoradors de déus - alguns mites refereixen als dracs la causa dels eclipsis, per exemple-, o els seus enemics - cas d'Apofis i Pithon, enemics del Sol-; posteriorment els dracs foren forces a les quals se'ls oferien donzelles de sacrifici i no trigaren a concebre's com a menjadors d'homes. Però aquest paper no s'allunya del de guardià, que implica l'espera i manteniment d'un ordre, sigui per una nova vida per l'univers o el d'un lloc sagrat. Justament perquè són guardians d'alguna cosa sagrada és que són simbòlicament el pont a l'altre món o la prova de tot heroi.
Les actituds preses en les cultures del món davant la figura del drac i la lluita que suposa es distancien a vegades. Particularment comparant la idea del drac en l'Orient llunyà a la del drac en Occident. Els dracs xinesos (long), els japonesos (riûs) i els coreans són vistos generalment com a benèvols, mentre que els europeus són generalment malèvols. Tanmateix, els dracs malèvols no estan restringits a Europa i ocorren també en la mitologia persa i altres cultures. El tema és evidentment complex, i ha variat al llarg de la història, per exemple, entre els romans, típics representants de l'Occident antic, el drac era considerat un símbol de poder i saviesa.

### Egipte

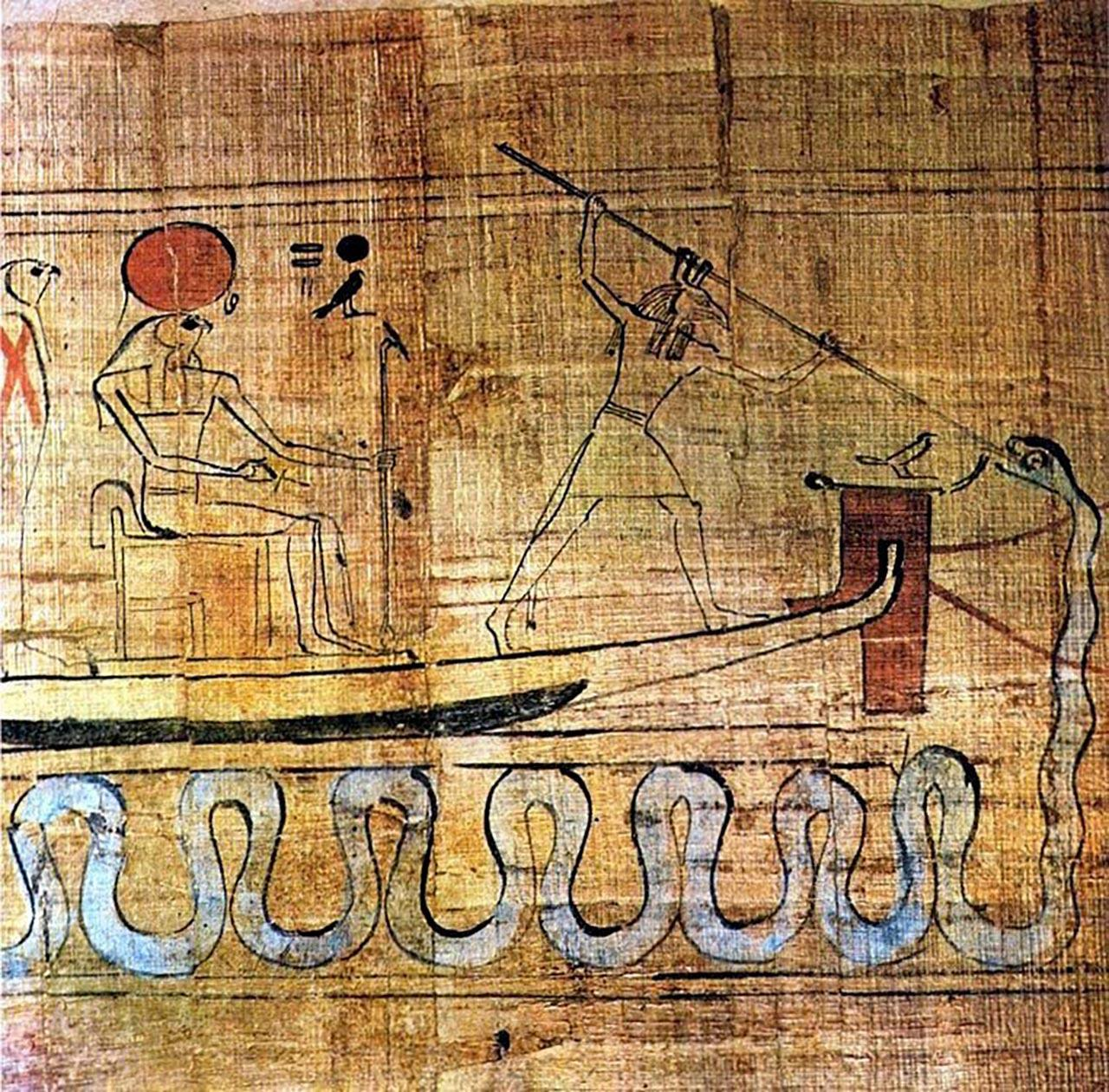
Il·lustració d'un manuscrit de papir egipci antic que mostra el déu Seth llançant la serp Apep mentre ataca la barca solar de Ra.

A la mitologia egípcia, Apep o Apofis és una criatura serpentina gegant que resideix al Duat, l'Inframón egipci. El papir de Bremner-Rhind, escrit cap a l'any 310 aC, conserva un relat d'una tradició egípcia molt més antiga que explica que la posta del sol és causada pel fet que Ra baixa cap al Duat per batalla Apep. En alguns relats, Apep és tan llarg com l'alçada de vuit homes amb un cap fet de sílex. Es pensava que les tempestes i els terratrèmols eren causats pel rugit d'Apep i els eclipsis solars es creia que era el resultat de l'atac d'Apep a Ra durant el dia. En alguns mites, Apep és assassinat pel déu Seth. Nehebkau és una altra serp gegant que guarda el Duat i va ajudar a Ra en la seva batalla contra Apep. Nehebkau era tan massiu que en algunes històries es creia que tota la terra descansava sobre les seves bobines. Denwen és una serp gegant esmentada als Textos de les Piràmides el cos de la qual estava fet de foc i que va encendre una conflagració que gairebé va destruir tots els déus del panteó egipci. Finalment va ser derrotat pel Faraó, una victòria que va afirmar el dret diví del faraó per governar.
L'ouroboros era un conegut símbol egipci d'una serp que s'empassava la seva pròpia cua. El precursor de l'ouroboros era el "de moltes cares", una serp amb cinc caps que, segons l'Amduat, el Llibre del Més enllà més antic que es conserva, es deia que s'enrotllava al voltant del cadàver del déu del sol Ra de manera protectora. La representació més antiga que es conserva d'un ouroboros "veritable" prové dels santuaris daurats de la tomba de Tutankamon. Als primers segles dC, l'ouroboros va ser adoptat com a símbol pels cristians Gnòstic i el capítol 136 de la Pistis Sophia, un text gnòstic primerenc, descriu "un gran drac que té la cua a la boca". En l'alquímia medieval, l'ouroboros es va convertir en un típic drac occidental amb ales, potes i cua. Una imatge famosa del drac rosegant-se la cua del Codex Marcianus del segle xi va ser copiat en nombrosos treballs sobre alquímia.

### Orient

#### Orient Pròxim
A l'Orient Pròxim, la figura del drac simbolitzava el mal i la ruïna. A Enuma Elish, una epopeia escrita al voltant del 2000 a. C., la deessa Tiamat era un drac que simbolitzava els oceans i comandava les hordes del mal, la destrucció prèvia de les quals era necessària per crear un nou univers ordenat.
També a la Bíblia el drac representa el mal. En la mitologia persa destaca el cas d'Azi Dahaka, un drac malèvol. La influència va arribar fins a Romania, on es parla del drac geta-dacio, que tenia cap de llop i cua de serp. Aquesta imatge era emprada en la guerra, ja que a la bandera de Dacia (província romana) apareix un drac.

#### Extrem Orient

Drac xinès

En moltes cultures orientals els dracs eren, i en alguns cultes encara hi són, reverenciats com a representants de les forces primitives de la natura i l'univers. A Orient, el drac sempre ha estat considerat una criatura benèfica i un símbol de bona fortuna. El drac va ser històricament el símbol de l'emperador de la Xina i va figurar a la bandera nacional fins a la dinastia Qing.
A diferència dels seus congèneres occidentals, els dracs orientals no escupen foc ni tenen ales, tot i que normalment poden volar gràcies a la màgia. Un drac típic d'Orient té corns de cérvol, cap de cavall, coll de serp, urpes d'àguila, orelles de bou i bigotis llargs com els dels gats. En les llegendes xineses hi ha dracs que vigilen els cels, dracs que porten la pluja i dracs que controlen els rius i rierols. Al Japó, on se'ls té per éssers savis, amables i sempre disposats a ajudar, els dracs han estat durant segles l'emblema oficial de la família imperial.
Els dracs xinesos i japonesos simbolitzen el poder espiritual suprem, el poder terrenal i celestial, el coneixement i la força i, per tant, són benèvols. El drac és la insígnia més antiga de l'art d'aquests països. Proporcionen salut i bona sort i viuen en l'aigua. Segons les antigues creences xineses, porten la pluja per la recol·lecció. És per això que el drac es convertí en el símbol imperial d'aquest país.
A l'Himalaia hi representen la bona sort.
A corea també tenen els seus dracs, de similar caràcter positiu.
També el drac es representa amb corns i escates, i el seu espinàs està estarrufat amb pues, i té una perla a la gola que pot escopir, la qual representa el poder del sol que en ell hi resideix i és la base de la seva força i poders. Aquesta poderosa perla és la pedra més sagrada i preciosa, de lluentor pròpia i molt pesant, l'anomenen: "pedra que concedeix tots els desigs" i està situada exactament al nivell nou del coll d'un drac. La perla pot regir, i de fet regeix, les marees, les fases de la lluna, la pluja, el tro, el llamp elèctric i el mateix cicle de la vida: mort > transformació > renaixement. Els dracs de vegades les escupen, i la seva lluentor pot il·luminar bé una casa sencera.

### Occident
Les tribus nòrdiques d'Europa associaven el seu folklore amb alguns aspectes terrorífics dels dracs.

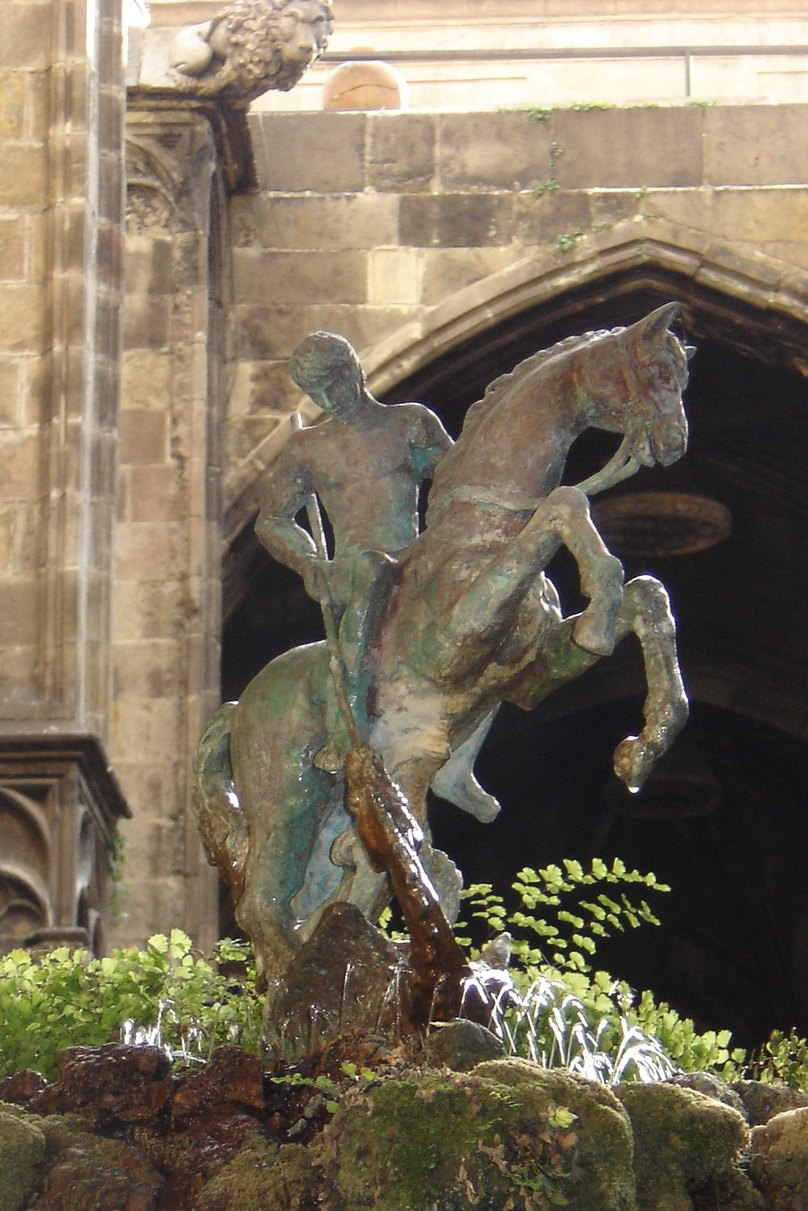
Sant Jordi en el moment de clavar la llança al drac. Claustre de la Catedral de Barcelona

La mitologia germana inclou el drac (Nidhug o Níðhöggr) entre les forces de l'inframón. S'alimenta de les arrels de Yggdrasil, el freixe sagrat que estén les seves arrels a través de tots els mons. Els antics escandinaus (els vikings), ornaven les proes de llurs naus esculpint-les-hi en forma de drac. Empraven aquesta decoració en la creença que així espantarien els esperits (Landvaettir) que vigilaven les costes a les quals arribaven. També els dracs apareixen en poemes germans: en Beowulf, un poema èpic anglosaxó, el més antic que es conserva. Un home anomenat Beowulf, que havia lliurat el seu poble d'un monstre mig home mig diable, després, ja convertit en rei, lluita contra un drac, pugna en la que ambdós moren. En el Cant dels Nibelungs, un poema èpic medieval anònim, Sigfrid mata un drac, i en ungir-s'hi amb la seva sang es fa immune a tot mal o dolor.
Pels celtes, el drac era una divinitat dels boscs, la força del qual podia ser controlada i utilitzada pels mags. Entre els conqueridors celtes de Britànnia fou símbol de sobirania, i durant l'ocupació romana de l'illa ornà els estendards de guerra, convertint-se en un símbol heràldic i després militar.
Entre els romans, com s'ha dit més amunt, el drac era considerat un símbol de poder i saviesa.
Per a la mitologia eslava, el drac era una de les formes que adoptava el déu Veles, senyor del Món Subterrani, adversari de Perun, déu del tro.
Els cristians heretaren la idea hebrea del drac, que apareix en l'Apocalipsi, de l'apòstol Joan, i en altres tradicions posteriors. En l'art cristià medieval simbolitza el pecat i en aparèixer sota els peus dels sants i màrtirs representa el triomf de la fe i els regnes cristians sobre el diable. La llegenda de Sant Jordi i el drac, pròpia de Catalunya, mostra clarament aquest significat.
En el simbolisme medieval la idea de lluita contra dracs va servir per enfortir la motivació dels regnes cristians. Es presentaven sovint també com a representacions de l'apostasia, l'heretgia i la traïció, però també de còlera i enveja, i presagiaven grans calamitats. Algunes vegades significaven la decadència i l'opressió, tot i que serviren també com a símbols per la independència, el lideratge i la força. Els colors sovint determinaren el simbolisme que un drac tenia. En la pauta del viatge de l'heroi, els dracs representaren l'obstacle o el temor, i el pas necessari per tornar a la llar, i com molts dracs es presenten també com l'encarnació de la saviesa, en aquestes tradicions matar-ne un no només donava accés a les seves riqueses, sinó també significava que el cavaller havia vençut la criatura més intel·ligent. Un altre tret del drac en la mitologia clàssica de l'època cavalleresca és el drac com guardià que custodia o segresta princeses als seus castells.
A l'Occident de l'actualitat és gairebé sempre concebut a la "hollywoodesca", és malvat, poderós i cruel, una de les fetes clàssiques dels herois (Hèrcules, Sigurd, Sant Miquel, Sant Jordi) era arribar a matar un drac, en les llegendes alemanyes antigues protegien tresors i secrets. En el drac s'hi veuen la serp i l'au, com la terra i l'aire, els corns representen virilitat i força, prenent forma de corns de cérvol, cabra, antílop o bou. De la mateixa forma la cua és de cocodril o dinosaure, de peix o anguila, i fins de dofí o colobra. Sempre es resumeix en la combinació de Foc i Aigua. I alguns el caracteritzen com un tret de cada estació, una seca i l'altra humida. Així és com un pensaria que hauria de veure's com una cosa resolta i sense forma, però sempre ha anat d'un ésser formós, imponent i d'aparença única. El drac és sens dubte i seguirà essent el rei dels animals fantàstics i del món de la fantasia.

## Bestiari
El drac és un element recurrent en els cercaviles i correfocs d'arreu del país. La Llegenda de Sant Jordi i el Drac és emblemàtica, que hom situa a Montblanc (Conca de Barberà), així com la Llegenda del Drac de Sant Llorenç del Munt (Vallès Occidental i Bages) que, al segle ix, fou vençut pel comte Guifré el Pilós.

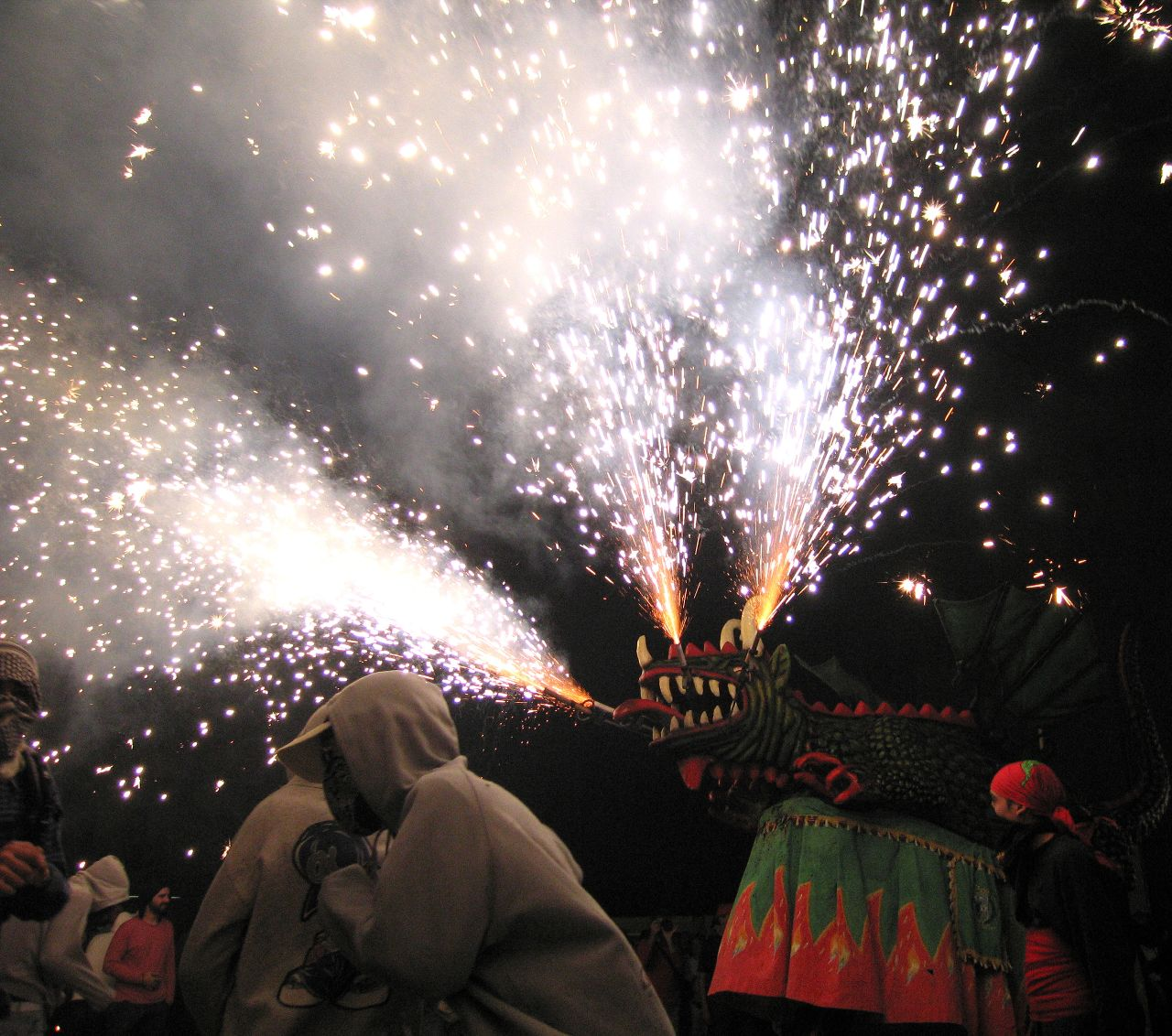
El Drac de Gràcia al Correfoc de la Mercè de Barcelona
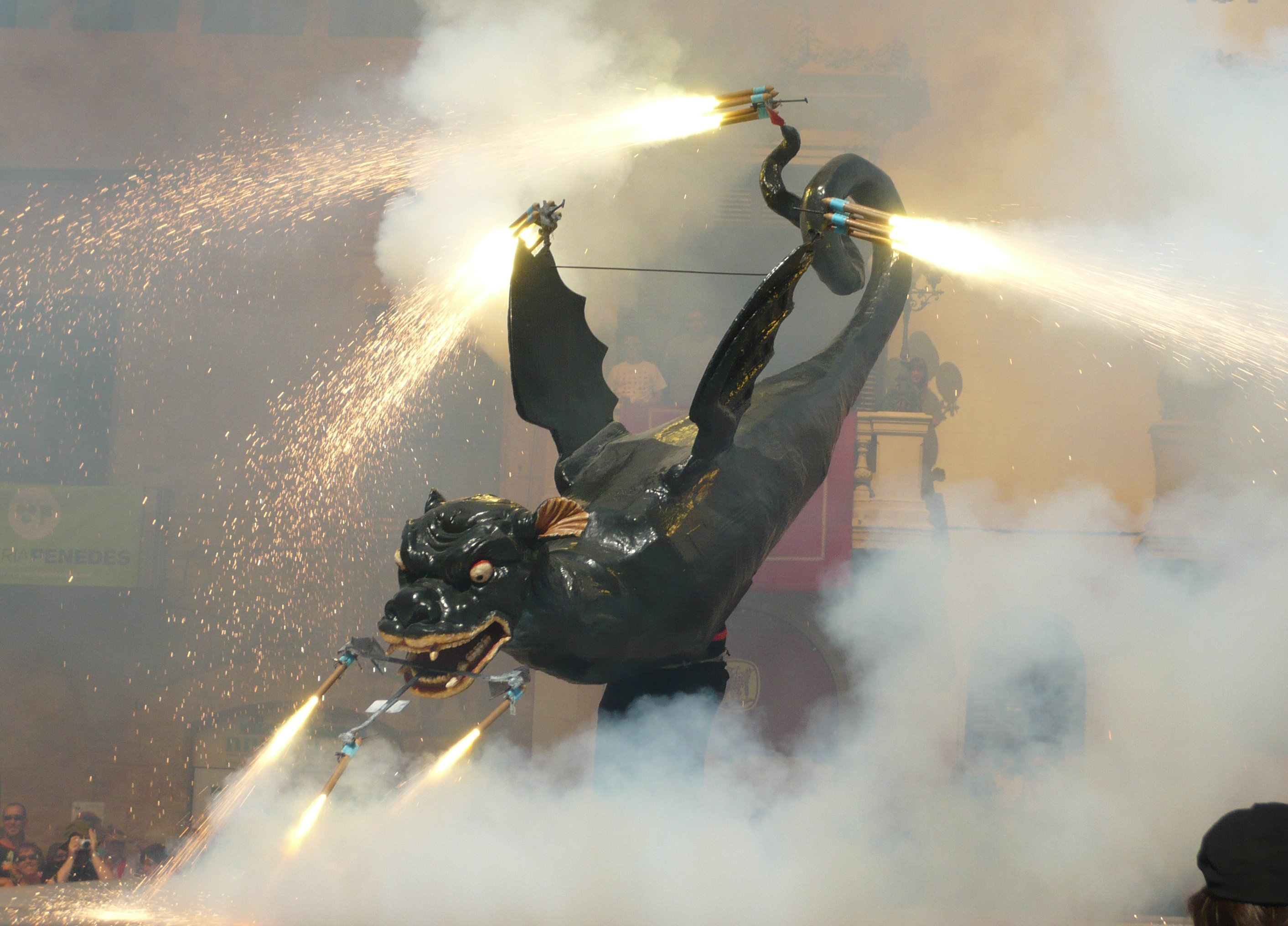
El Drac de Vilafranca del Penedès (1600) ballant durant la Festa Major
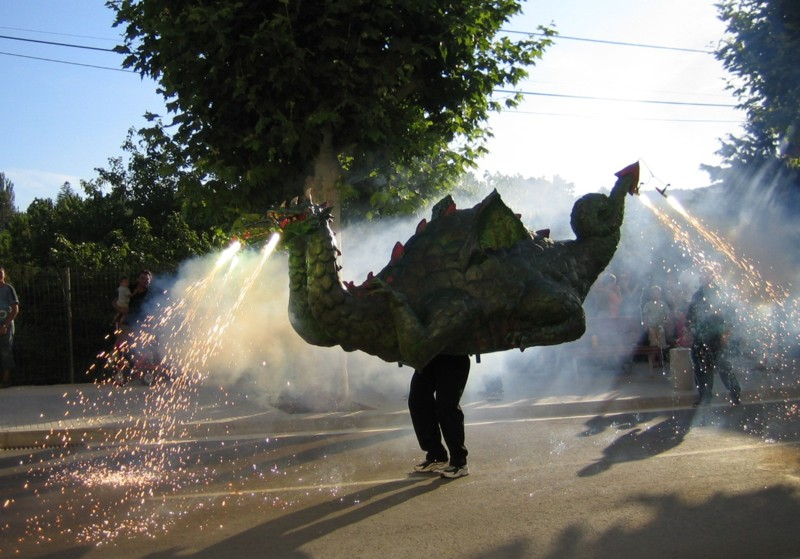
Drac de la Llacuna. Festa Major 2006
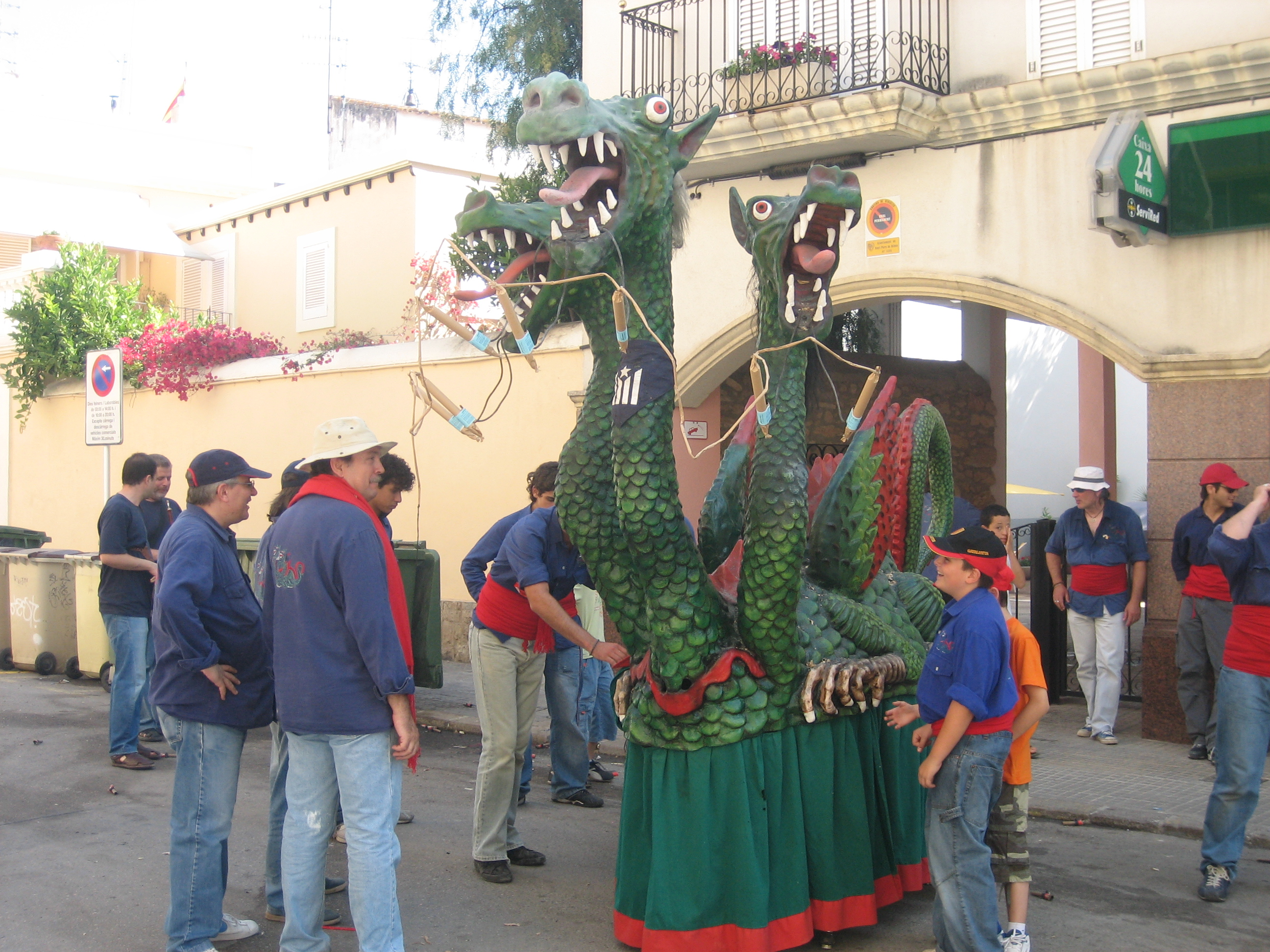
Drac de Tres Caps de Sant Pere de Ribes

## Vegeu també

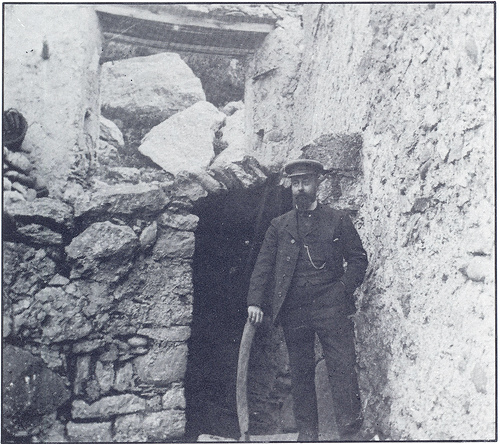
Suposat os del drac de Sant Llorenç de Munt, 1903